# Kamiki Rei
Kamiki Rei (神木 麗 (Thần-Mộc Ly) 20 tháng 12 năm 1999 –) là một nữ diễn viên khiêu dâm người Nhật Bản. Cô thuộc về công ti Funstar Promotion và là nữ diễn viên độc quyền của SOD Create.

## Sự nghiệp
Hoạt động trong ngành giải trí của cô bắt đầu khi cô nhận giải Grand Prix tại "Buổi thử việc Cinderella kỉ niệm 25 năm Magic Mirror". Trước khi phim ra mắt ngành của cô được phát hành, ảnh khỏa thân của cô đã được đăng tải lần đầu trên tạp chí FLASH của Kōbunsha số ngày 22/3/2022.
Tháng 4/2022 cô ra mắt ngành phim khiêu dâm (dưới tên "Shiori" (しおり) mà cô đã sử dụng từ khi nhận giải). Về lí do quyết định vào ngành, cô đã nói rằng "Tôi đang làm việc tại một công ti làm đẹp và có mong muốn tiết kiệm tiền để mở cửa hàng của riêng mình".
Vào tháng 5, cô đã đổi tên thành Kamiki Rei.  Cô thích các tên có 2 âm tiết, vì thế cô đã tự nghĩ ra tên Rei (麗/れい). Phần họ được đặt bởi nhà sản xuất phụ trách hãng SOD. Khi ghép lại, tên cô giống như một câu chơi chữ "Kami kirei" (髪きれい) nghĩa là mái tóc đẹp".
Vào tháng 9, cô đã xếp thứ 1 trong hạng mục Tân binh trong thông cáo hàng tháng của FANZA "Diễn viên khiêu dâm này thật tuyệt! Mùa hè 2022".
23/4/2023, để kỉ niệm 1 năm ra mắt ngành, một buổi chụp ảnh của cô đã được tổ chức tại một khách sạn tình yêu, mô phỏng lại cảnh phim Magic Mirror.
Vào ngày 19/5, SOD Star thành lập nhóm "4star X sister" gồm 4 nữ diễn viên ra mắt ngành vào năm 2022 (Kamiki Rei, Koibuchi Momona, Kominato Yotsuha, Hoshino Riko). Nhóm đã lập kênh YouTube vào cùng ngày.
Trong tuần ngày 31/7, phim của cô "【Nhắc đến mùa hè là nhắc đến áo tắm! Lễ hội Bikini tập thể SODstar】 THE Lễ hội Bikini dành cho phụ nữ Hai người bạn thân nhất với cơ thể tuyệt hảo nhận được creampie đôi tuyệt vời! Kamiki Rei Koibuchi Momona" (【夏といえば水着！SODstar全員ビキニ祭】THE ビキニ女子会 グラマスボディの仲良しツートップが豪華W中出し！ 神木麗 恋渕ももな) đã xếp thứ nhất trên bảng xếp hạng sàn bán hàng qua bưu điện của FANZA.

## Đời tư
- Cô có bạn trai đầu tiên vào năm hai trung học.[2]。Cô nhớ lại rằng khi họ đang quan hệ khỏa thân tại nhà anh ấy, mẹ  của anh ấy đã chạy vội vào cửa và nói "Mẹ đã mua taiyaki rồi đây～" trong khi anh ấy đang liếm âm hộ cô. Sau đó, mẹ anh ấy đã trở nên cực kì giận dữ.[2]
- Cô đã quan hệ tình dục với 5 người trước khi vào ngành.[4]
- Trước khi ra mắt ngành, cô đã biết mình bị thừa cân với bộ ngực lớn.[4]
- Nền tảng thể thao của cô là chạy điền kinh và nhảy cao khi học cấp hai.[10]